# Carlos Martínez

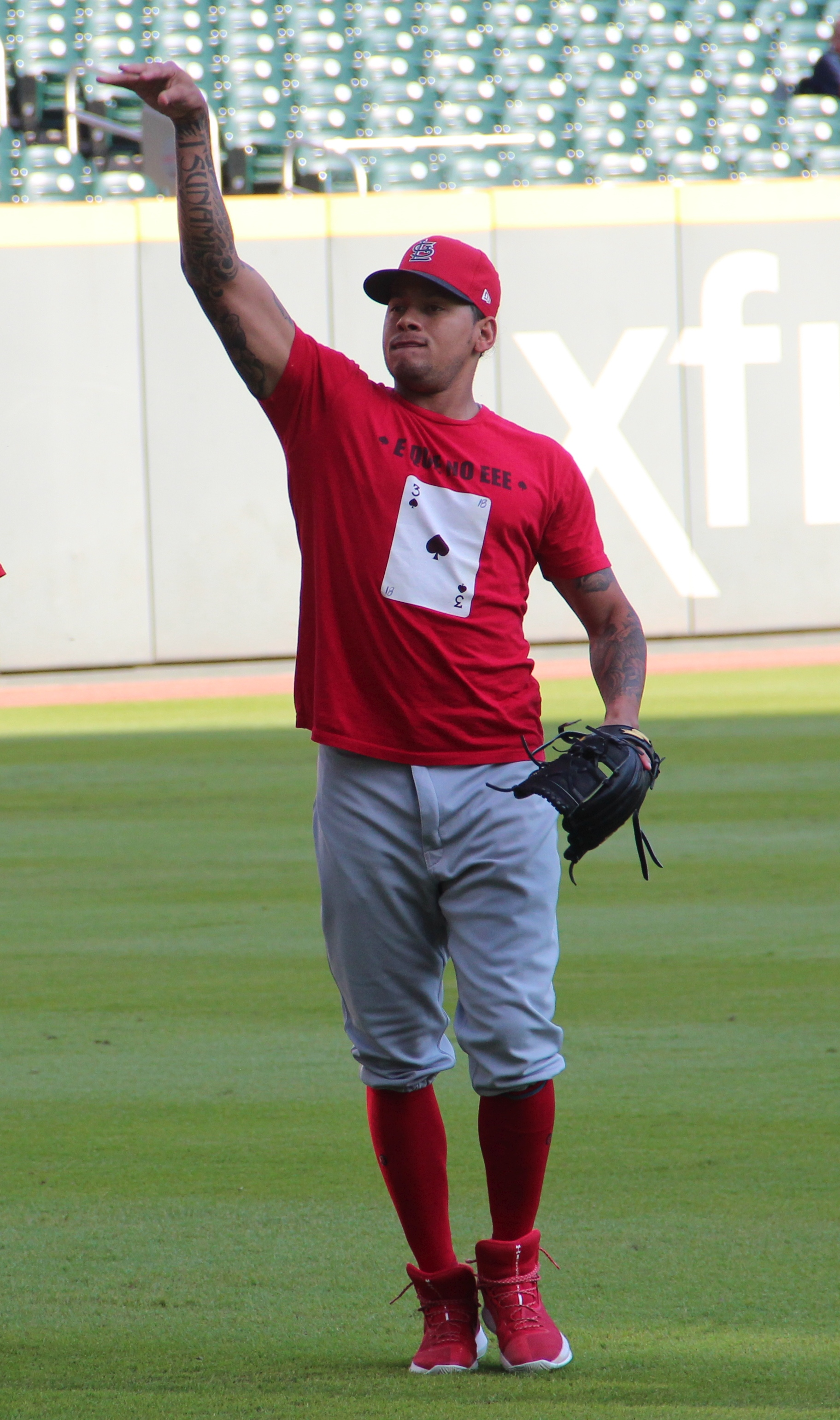
Carlos Martínez, 2018.

Carlos Ernesto Martínez, född 21 september 1991 i Puerto Plata, är en dominikansk professionell basebollspelare som spelar som pitcher för St. Louis Cardinals i Major League Baseball (MLB).
Han spelade också för det dominikanska basebollandslaget vid 2017 års upplaga av World Baseball Classic.